# Брен сир Же
Брен сир Же (фр. Brains-sur-Gée) је насељено место у Француској у региону Лоара, у департману Сарт.
По подацима из 2011. године у општини је живело 722 становника, а густина насељености је износила 45,41 становника/km².

## Демографија
| 1962. | 1968. | 1975. | 1982. | 1990. | 2011. |
| ----- | ----- | ----- | ----- | ----- | ----- |
| 479   | 420   | 393   | 380   | 430   | 722   |